# U.S. Fiorenzuola 1922 S.S.
Unione Sportiva Fiorenzuola 1922 Società Sportiva là một câu lạc bộ bóng đá Ý từ Fiorenzuola d'Arda, Emilia-Romagna.

## Lịch sử
Trong lịch sử của mình, Fiorenzuola chủ yếu chơi ở các giải đấu nghiệp dư và chuyên nghiệp thấp hơn, ngoại trừ một thời gian ngắn vào những năm 1990 khi câu lạc bộ đến Serie C1 và suýt thăng hạng lên Serie B, sau khi thua trận chung kết thăng hạng năm 1995 trước Pistoiese trên loạt sút luân lưu. Cũng trong năm 1995, Fiorenzuola đã chơi rất tốt ở Coppa Italia, bị Inter đánh bại 2-1 trên sân nhà sau khi loại Brescia và Torino trước đó. Trong những năm tiếp theo, Fiorenzuola bắt đầu phong độ không được tốt và đã đưa câu lạc bộ xuống Eccellenza.

## Sân vận động
Fiorenzuola chơi các trận đấu trên sân nhà Stadio Comunale , còn được gọi là Velodrome Attilio Pavesi .

## Đội hình hiện tại
Tính đến ngày 9 tháng 10 2024
Ghi chú: Quốc kỳ chỉ đội tuyển quốc gia được xác định rõ trong điều lệ tư cách FIFA. Các cầu thủ có thể giữ hơn một quốc tịch ngoài FIFA.
| Số | VT | Quốc gia | Cầu thủ              |
| -- | -- | -------- | -------------------- |
| 1  | TM | Ý        | Vittorio Gilli       |
| 3  | HV | Ý        | Edoardo Ghibaudo     |
| 4  | HV | Ý        | Sebastiano Finardi   |
| 5  | HV | Ý        | Matteo Ronchi        |
| 7  | TĐ | Ý        | Matteo Oboe          |
| 8  | TV | Ý        | Gian Piero Lauciello |
| 9  | TĐ | Ý        | Matteo Gozzerini     |
| 10 | TV | Ý        | Niccolo Sette        |
| 11 | TĐ | Albania  | Olger Merkaj         |
| 16 | TV | Ý        | Jacopo Mosole        |
| 17 | TV | Ý        | Lorenzo Gavioli      |
| 18 | TV | Ý        | Cristian Lori        |
| 19 | TV | Ý        | Matteo Sementa       |

| Số | VT | Quốc gia | Cầu thủ                                                |
| -- | -- | -------- | ------------------------------------------------------ |
| 20 | TĐ | Ý        | Gianluca Concari                                       |
| 21 | TV | Ý        | Salvatore Tringali                                     |
| 22 | TM | Ý        | Filippo Ansaldi                                        |
| 23 | HV | Ý        | Loris Fontana                                          |
| 26 | TV | Ý        | Michele Postiglioni                                    |
| 30 | TV | Ý        | Giordano Trovade                                       |
| 32 | HV | România  | Alex Bran                                              |
| 33 | HV | Ý        | Gabriele De Simone                                     |
| 37 | HV | Slovakia | Filip Nagy                                             |
| 70 | TV | Ý        | Diego Binelli                                          |
| 80 | TV | Ý        | Orso Maria De Ponti                                    |
| 81 | HV | Ý        | Lorenzo Niccolai                                       |
| 96 | TV | Ý        | Alessandro Valenti (Được cho mượn từ Novara Primavera) |

## Danh
Eccellenza Emilia-Romagna
- Vô địch: 2007-08,2013-14